# Ferreira do Zêzere
Ferreira do Zêzere – miejscowość w Portugalii, leżąca w dystrykcie Santarém, w regionie Centrum w podregionie Médio Tejo. Miejscowość jest siedzibą gminy o tej samej nazwie.

## Demografia
| Liczba ludności gminy Ferreira do Zêzere (1801–2011) | Liczba ludności gminy Ferreira do Zêzere (1801–2011) | Liczba ludności gminy Ferreira do Zêzere (1801–2011) | Liczba ludności gminy Ferreira do Zêzere (1801–2011) | Liczba ludności gminy Ferreira do Zêzere (1801–2011) | Liczba ludności gminy Ferreira do Zêzere (1801–2011) | Liczba ludności gminy Ferreira do Zêzere (1801–2011) | Liczba ludności gminy Ferreira do Zêzere (1801–2011) | Liczba ludności gminy Ferreira do Zêzere (1801–2011) | Liczba ludności gminy Ferreira do Zêzere (1801–2011) |
| ---------------------------------------------------- | ---------------------------------------------------- | ---------------------------------------------------- | ---------------------------------------------------- | ---------------------------------------------------- | ---------------------------------------------------- | ---------------------------------------------------- | ---------------------------------------------------- | ---------------------------------------------------- | ---------------------------------------------------- |
| 1801                                                 | 1849                                                 | 1900                                                 | 1930                                                 | 1960                                                 | 1981                                                 | 1991                                                 | 2001                                                 | 2004                                                 | 2011                                                 |
| 1 631                                                | 8 984                                                | 13 708                                               | 16 008                                               | 15 739                                               | 11 099                                               | 9 954                                                | 9 422                                                | 9 345                                                | 8 619                                                |

## Sołectwa
Sołectwa gminy Ferreira do Zêzere (ludność wg stanu na 2011 r.)
- Águas Belas - 1072 osoby
- Areias - 1484 osoby
- Beco - 906 osób
- Chãos - 597 osób
- Dornes - 594 osoby
- Ferreira do Zêzere - 2353 osoby
- Igreja Nova do Sobral - 662 osoby
- Paio Mendes - 495 osób
- Pias - 456 osób